# Raymond van Meenen

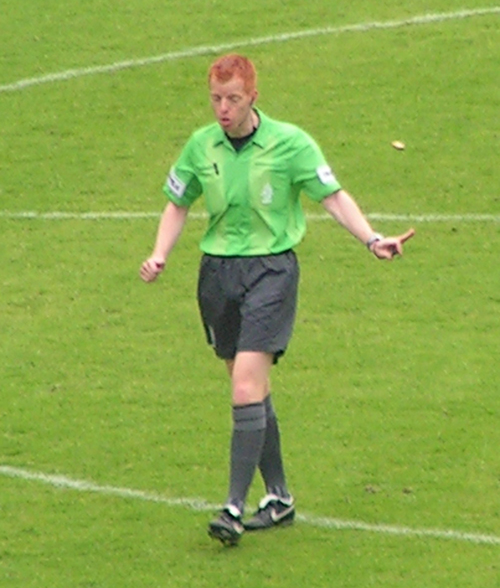
Van Meenen tijdens een wedstrijd tussen FC Utrecht en sc Heerenveen (19 april 2009)

Raymond van Meenen (28 september 1974) is een Nederlands voormalig (betaald)voetbalscheidsrechter. Hij debuteerde op 24 augustus 2001 als scheidsrechter in het betaalde voetbal, bij de wedstrijd ADO Den Haag - Go Ahead Eagles in de eerste divisie. Op 8 mei 2010 werd bekend dat van Meenen stopte met fluiten in het betaalde voetbal.
Van Meenen promoveerde in 2003 naar de B-lijst en werd daarmee op dat moment officieel scheidsrechter betaald voetbal. Het seizoen daarop degradeerde hij naar de C-lijst, maar weer een seizoen later kwam hij weer op de B-lijst en per 1 juli 2009 stond Van Meenen op de A-lijst. Naast het fluiten, werkte hij 20 uur in de week bij de KNVB in Zeist.
Op 8 mei 2010 werd bekend dat van Meenen stopt met fluiten in het betaalde voetbal. Hij ging zich in plaats daarvan inzetten voor het talententraject en de KNVB Masterclass. Op dat moment vervulde hij al een parttime functie op dit gebied
Van Meenen voetbalde zelf (als keeper) bij amateurvereniging DHZ. Daar floot hij ook zijn eerste partijen (bij de pupillen, nog ongediplomeerd). Van Meenen woont in Rotterdam.
Per 1 september 2024 treedt Van Meenen in dienst als manager scheidsrechterszaken betaald voetbal bij de KNVB.

## Feyenoord
Van Meenen werd in januari 2015 door Feyenoord aangesteld als manager jeugdopleiding. Later kreeg hij de titel Head of Operations en ging hij ook fungeren als Head of Women's Football.